# Centris haemorrhoidalis
Centris haemorrhoidalis är en biart som först beskrevs av Fabricius 1775.  Centris haemorrhoidalis ingår i släktet Centris och familjen långtungebin. Inga underarter finns listade.

## Bildgalleri

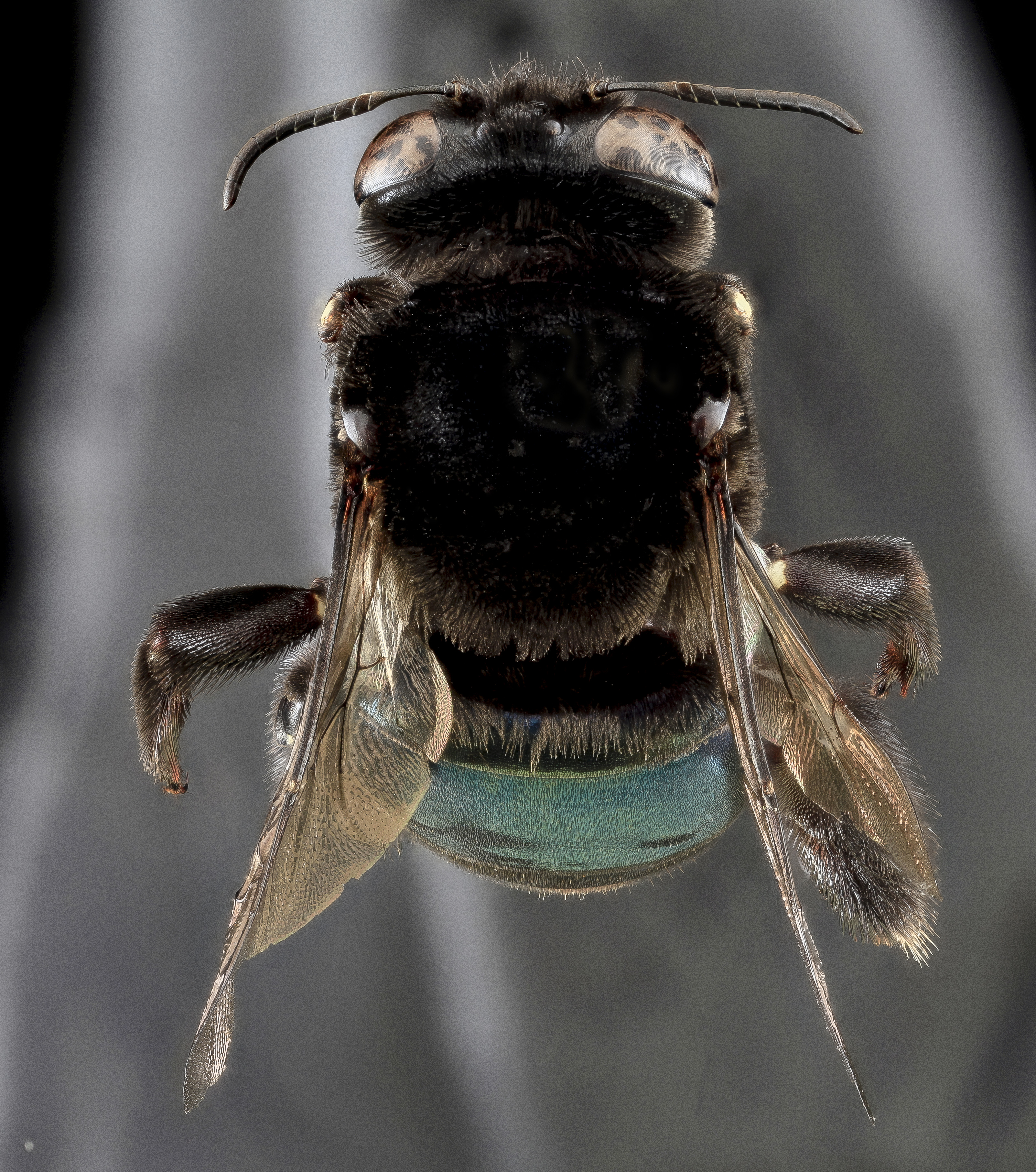
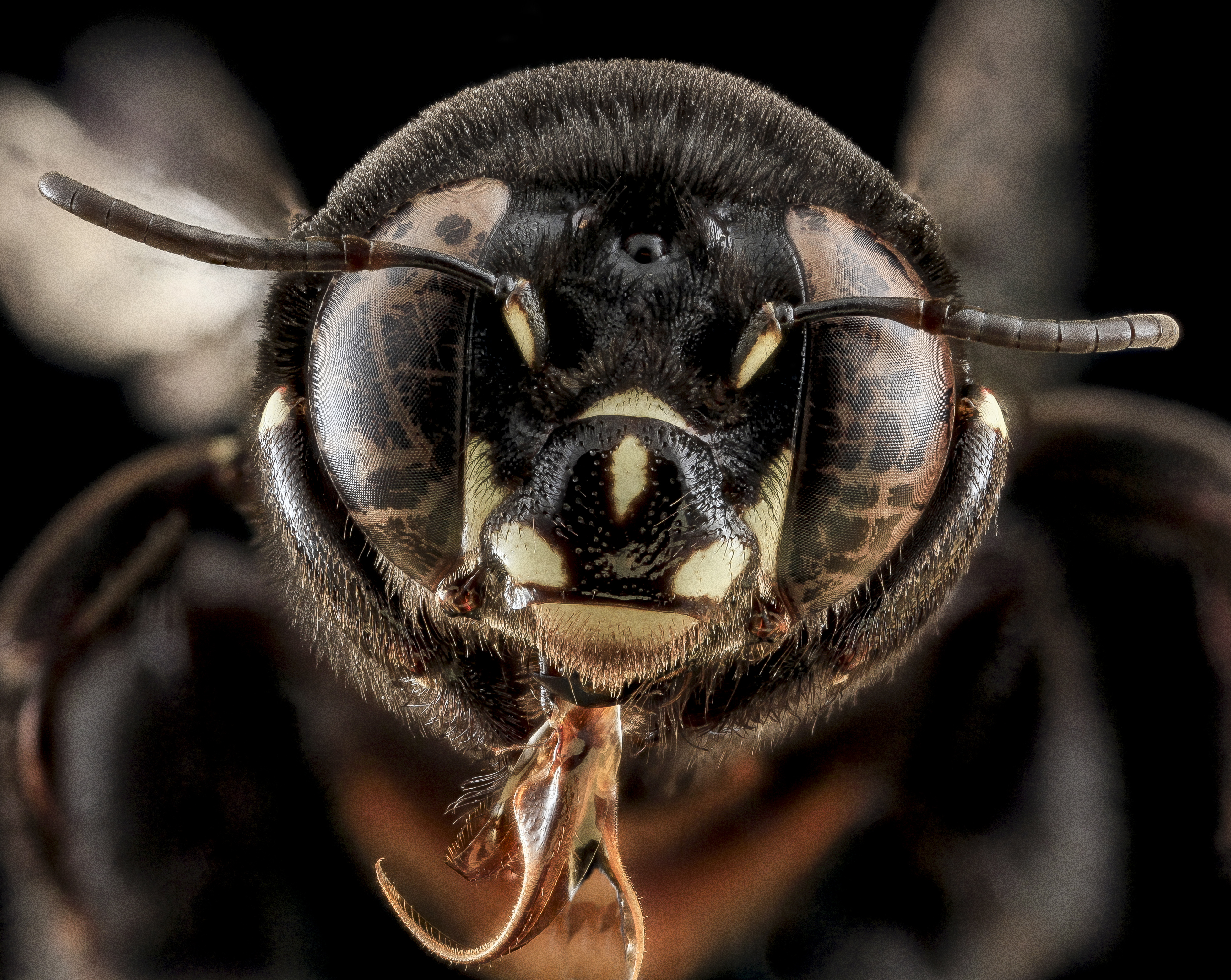
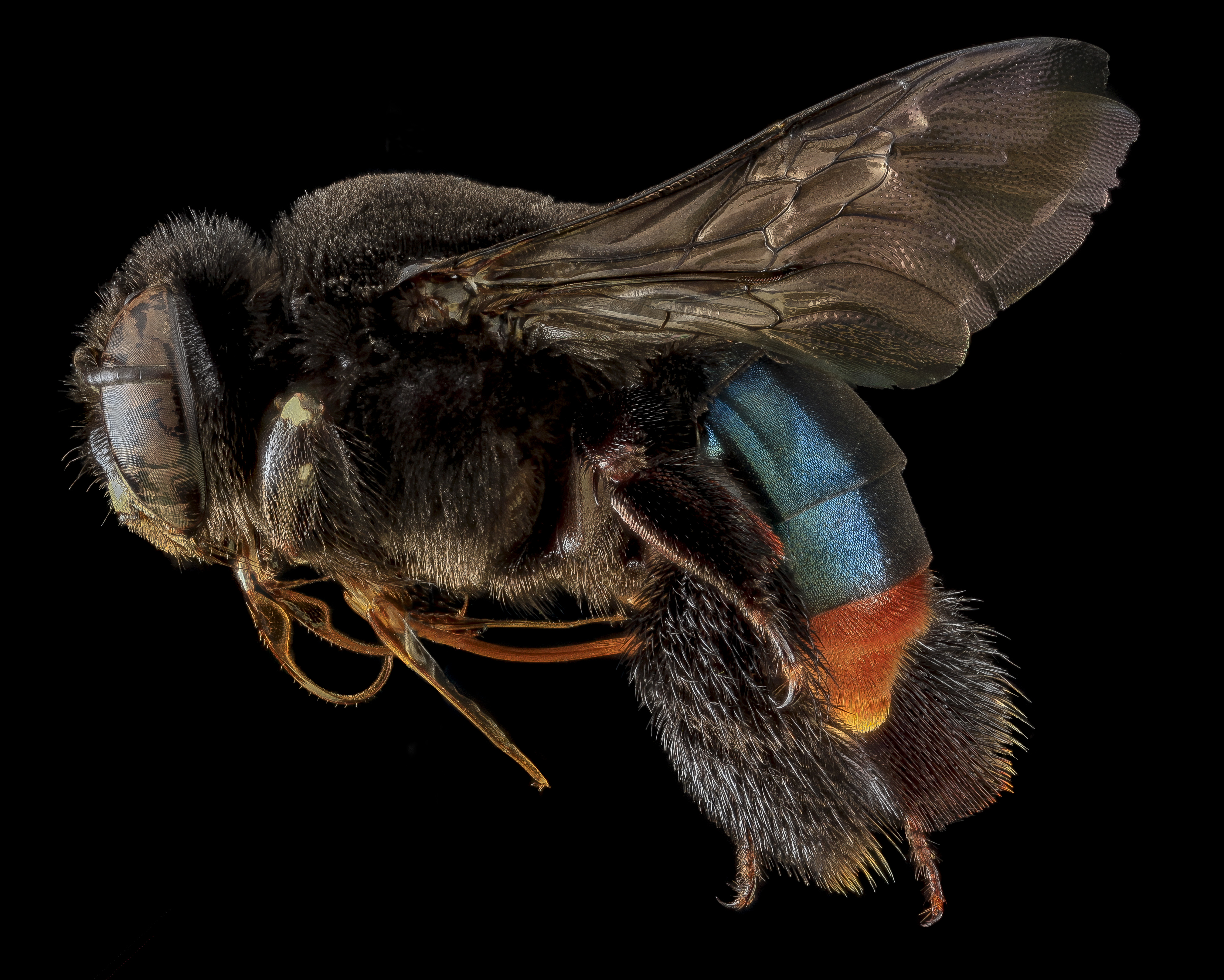